# Jabon (Mojoanyar)
Jabon is een bestuurslaag in het regentschap Mojokerto van de provincie Oost-Java, Indonesië. Jabon telt 6046 inwoners (volkstelling 2010).